# Протестантизм в России

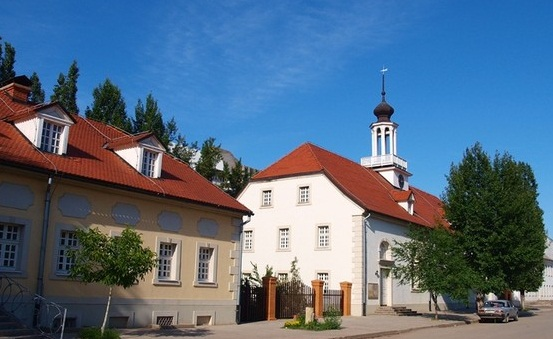
Старейшая протестантская (гернгутерская, в настоящее время лютеранская) Сарептская кирха 1772 г. (Сарепта-на-Волге, Волгоград)

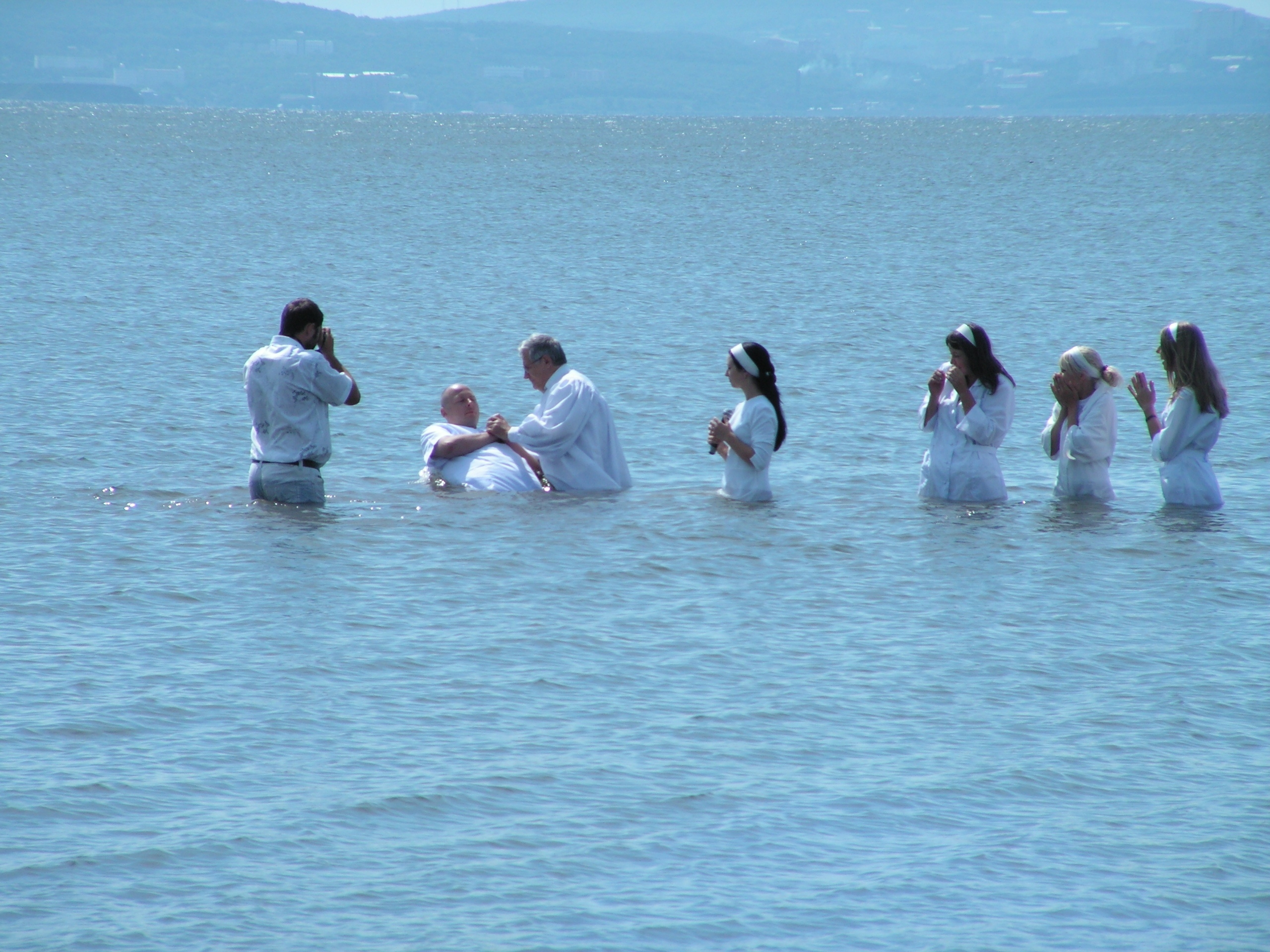
Крещение евангельских христиан-баптистов, 2008 г., Владивосток

Протестантизм в России — одно из направлений христианства в стране. По данным исследовательского центра Pew Research Center в 2010 году в России насчитывалось 2,56 млн протестантов. Российский религиовед Р. Н. Лункин на основании полевых исследований и данных протестантских церквей сообщает о 3 млн протестантов в России в 2014 году. В стране действует около 10 тыс. протестантских приходов; при этом лишь 4,4 тыс. из них официально зарегистрированы Минюстом.
Крупные конфессии российских протестантов — евангельские христиане-баптисты, пятидесятники, харизматы, лютеране, адвентисты седьмого дня. В стране также действуют общины англикан, методистов, реформатов (кальвинистов) и др. Евангельскими христианами в России называют себя преимущественно баптисты и пятидесятники. Храмы евангельских христиан также известны как дома молитвы.
По этнической принадлежности большинство российских протестантов — русские (79 %). Значительные этнические группы в протестантских общинах также составляют немцы, удмурты, башкиры, украинцы и корейцы. При этом успех национальной миссии евангельских церквей привёл к тому, что протестанты представлены практически среди всех народов России.

## Консультативный совет
23 января 2002 года был создан Консультативный совет глав протестантских церквей, куда вошли представители крупнейших протестантских церквей России: баптисты, пятидесятники и лютеране. 23 сентября 2015 года председатель Российского союза евангельских христиан-баптистов Алексей Смирнов заявил о выходе РС ЕХБ из Консультативного совета.

## Догматические сходства и различия
Большинство российских протестантов признают базовые ценности Реформации: спасение одной верой и одним Писанием. В богослужениях помимо проповеди к исправлению жизни имеют значение только два таинства: крещение и причастие. Однако евангельских христиан-баптистов отличает символический подход в интерпретации таинств, тогда как лютеране настаивают на истинном присутствии Бога в таинствах. Также баптисты отрицают крещение детей, считая, что их несознательность является препятствием для совершения таинства.

## Социологический портрет протестанта
Более 90 % современных российских протестантов перешли в протестантизм после 1990 года; протестантами в первом поколении являются 60 % верующих, во втором и более — 40 %. Каждый четвёртый российский протестант — моложе 30 лет (этот показатель почти в два раза выше аналогичных показателей, характеризующих православных верующих). Одну треть российских протестантов составляют люди от 31 до 55 лет. Женщин в протестантских общинах заметно больше, чем мужчин (70 % и 30 %), однако это соотношение отображает общую для всей России тенденцию. Доля безработных среди протестантов в среднем ниже, чем по стране. Так, в 1999 году, когда уровень безработицы в России составлял 12,4 %, среди протестантов безработных было 8,3 %.
Российские протестанты отличаются высокой степенью вовлечённости прихожан во все виды религиозных практик и глубоким пониманием догматов своих конфессий. В ходе опросов 83,3 % протестантов заявили, что посещают церковь не реже 1 раза в неделю.
Социологические исследования описывают российского протестанта как «добропорядочного законопослушного гражданина от 18 до 40 лет со средним достатком». Несмотря на конфессиональные различия, российские протестанты едины по основным мировоззренческим позициям — это консервативная в отношении соблюдения библейских ценностей, демократически настроенная и предприимчивая часть общества.
Большинство пасторов (55,3 %) в российских протестантских церквах — моложе 46 лет. Значительная часть из них получили богословское образование в семинариях, богословских институтах или школах; при этом 40 % протестантских священников имеют высшее образование. Для основной части протестантских пасторов (63 %) служение в церкви является основным местом работы. Пожилых пасторов старше 60 лет в протестантских церквях в среднем около 23 %.

## Основные конфессии

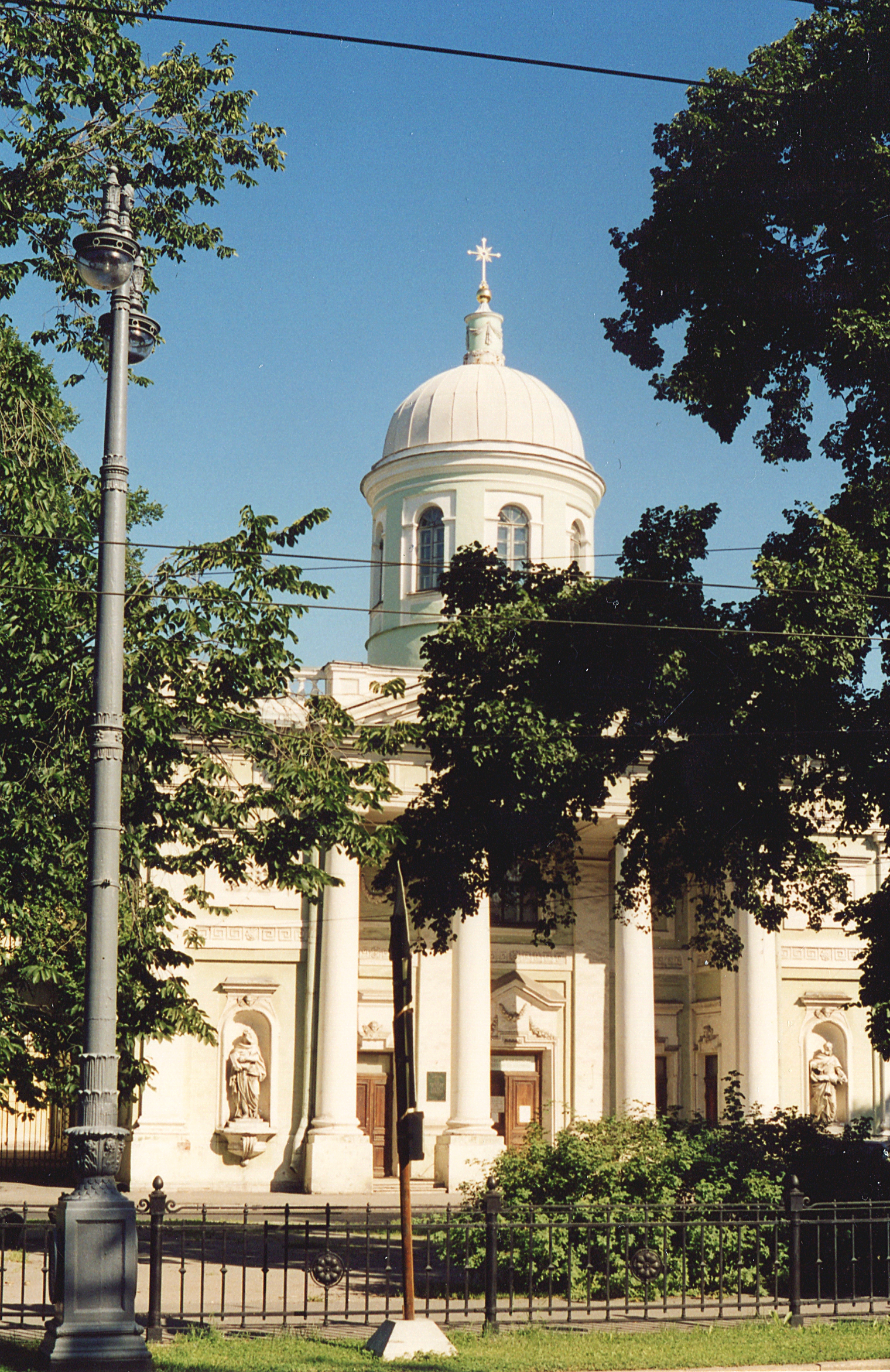
Лютеранская церковь Святой Екатерины

### Лютеранство
С XVI века протестантизм отождествлялся в России с немецким лютеранством. Отсюда в русском языке протестантский храм нередко именовался немецким словом кирха. После Северной войны к России отошли прибалтийские территории Ингерманландии, Лифляндии и Эстляндии (а в 1809 году — Финляндии), где местное население исповедовало лютеранство.
Современное российское лютеранство представлено шестью церквями:
- Евангелическо-лютеранская церковь России ((ЕЛЦР или ELKRAS)
- Евангелическо-лютеранская церковь Ингрии (Церковь Ингрии, ЕЛЦИ)
- Карельская евангелическо-лютеранская церковь (КЕЛЦ)
- Сибирская Евангелическо-Лютеранская Церковь (СЕЛЦ)
- Евангелическо-лютеранская церковь «Согласие» (ЕЛЦ «Согласие»)
- Евангелическо-лютеранская церковь Аугсбургского исповедания (ЕЛЦАИ), выросшая из организации «Служение Лютеранского Часа», глава которой негативно относится к другим деноминациям протестантов[7][8].

### Реформатство и пресвитерианство

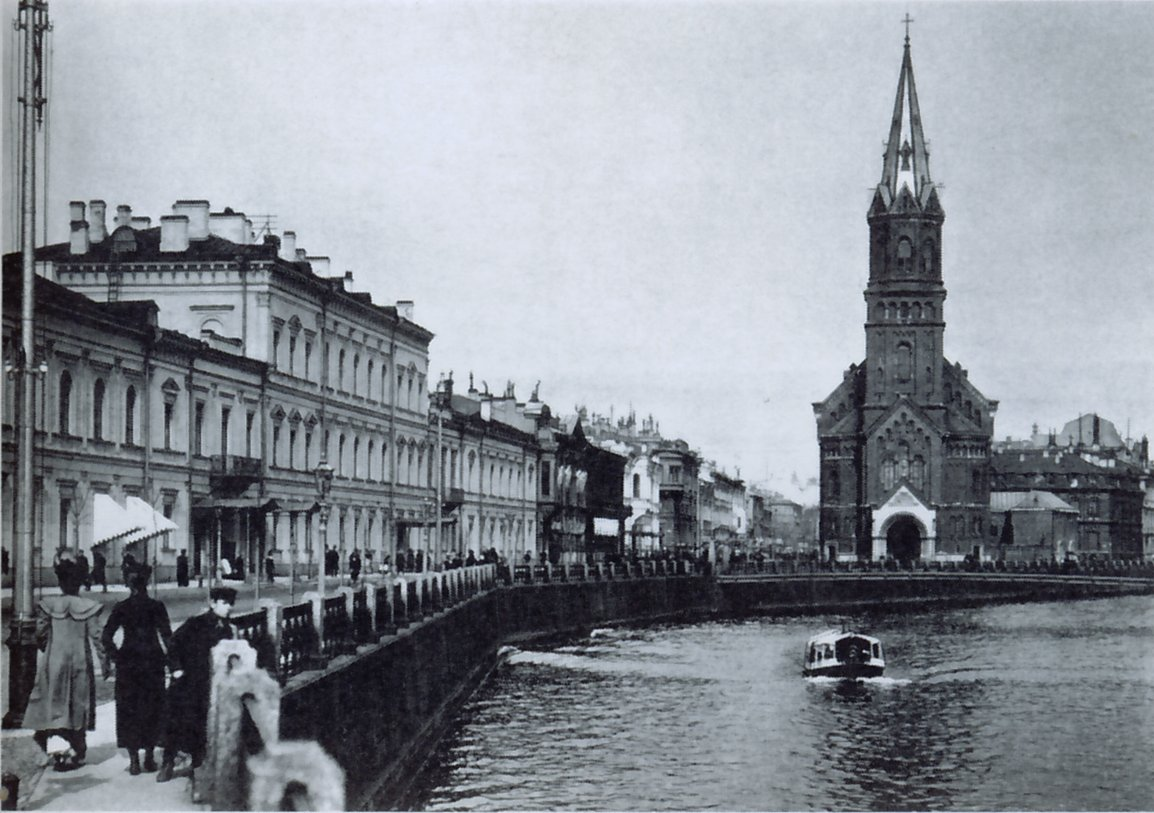
Вид на реформатскую церковь в Санкт-Петербурге (ныне Дворец культуры работников связи) в 1890-е годы

Первая реформатская община появилась в России в 1629 году в Москве. Вторая кальвинистская община в России возникла в 1669 году в Архангельске, затем в 1689 году кальвинистские общины были созданы в Вологде и Ярославле. Реформатские приходы формировались, прежде всего, из англичан и голландцев, приглашённых на службу в России. После основания Санкт-Петербурга в городе были образованы три реформатские общины — французская, немецкая и нидерландская. Апостольская община и кальвинистские церкви существовали в Российской империи до 1917 года. В настоящее время действует Евангелическо-реформатская церковь России, являющаяся преемницей дореволюционных общин и состоящая из одиннадцати Церквей, пасторы и пресвитеры которых образуют Синод, объединяющий Церкви и являющийся их руководящим органом. ЕРЦР исповедует вероучение классического европейского кальвинизма, изложенное в его символических книгах, и развивается самостоятельно, независимо от иностранных реформатских церквей.

### Меннониты и гернгутеры
В XVIII веке появились немецкие общины меннонитов и гернгутеров. Однако к концу XX века почти все они эмигрировали в Германию и страны Америки, где именуются «русскими меннонитами».

### Евангельские христиане-баптисты

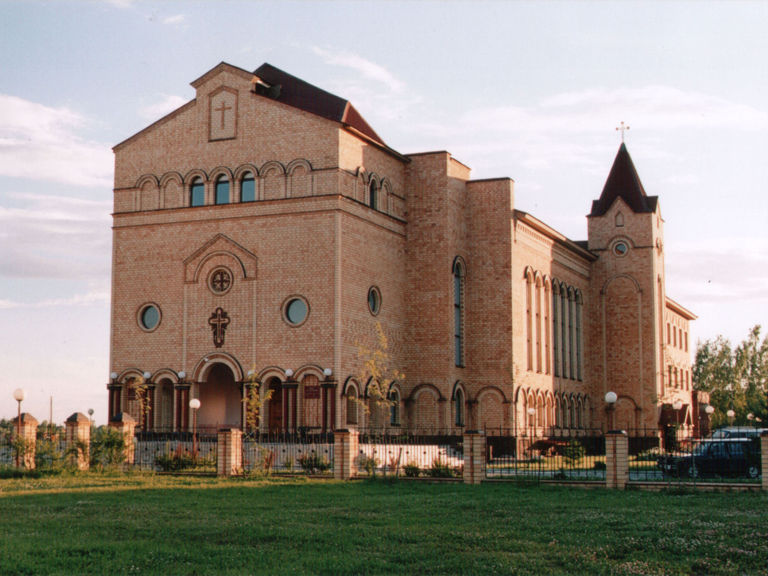
Баптистский храм Христа (Великий Новгород)

В XIX веке в России началось религиозное возрождение: появились штундисты (слившиеся с баптистами), а также движение евангельских христиан, которое влилось в 1911 году во Всемирный баптистский альянс. Общее название «евангельские христиане-баптисты» было утверждено на съезде 1905 года в Ростове-на-Дону.
Основные объединения:
- Российский союз евангельских христиан-баптистов (РС ЕХБ)
- Международный союз церквей евангельских христиан-баптистов (МСЦ ЕХБ)

### Евангельские христиане
Первоначально внеконфессиональное движение евангельских христиан (прохановцев) (допуск к причастию всех христиан и другое), истоки которого в такой английской конфессии, как плимутские братья (дарбисты). Распространенились в России в конце XIX — первой половине XX века. По именам лидеров участники движения в разное время неофициально именовались «редстокистами», затем — «пашковцами», позднее — «прохановцами». В 1944 году объединились с баптистами во ВСЕХБ, однако в 1990-е годы часть евангельских христиан восстановила самостоятельность.
- Союз церквей евангельских христиан (СЦЕХ)

### Адвентисты седьмого дня

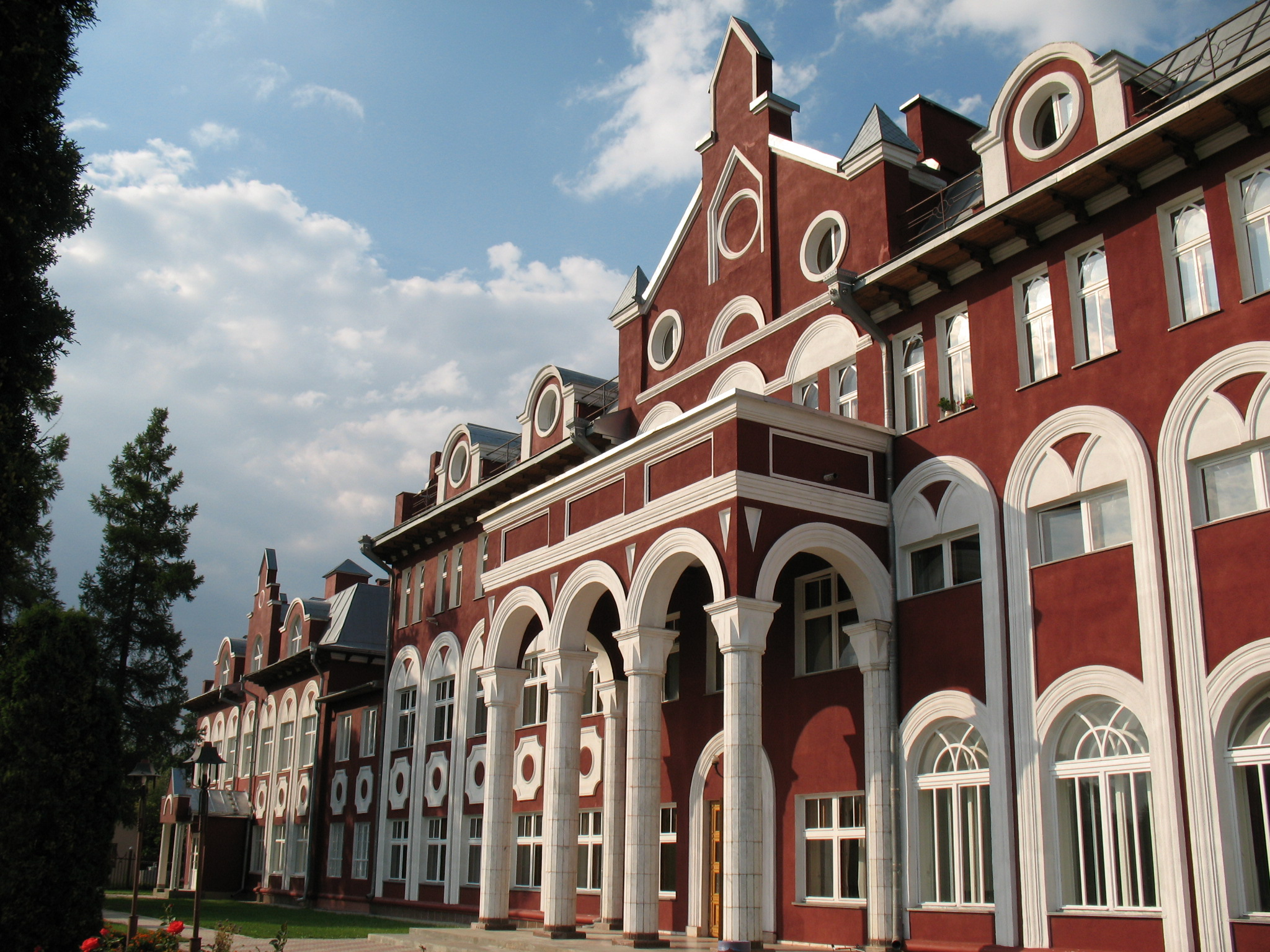
Заокский адвентистский университет

В настоящее время российские поместные церкви (общины) Церкви адвентистов седьмого дня вместе со странами СНГ и Афганистаном входят в состав её Евро-Азиатского дивизиона (Москва), который в свою очередь делится на несколько унионов (союзов церквей).
В России также действует самостоятельная Церковь адвентистов седьмого дня реформационного движения.

### Англиканство

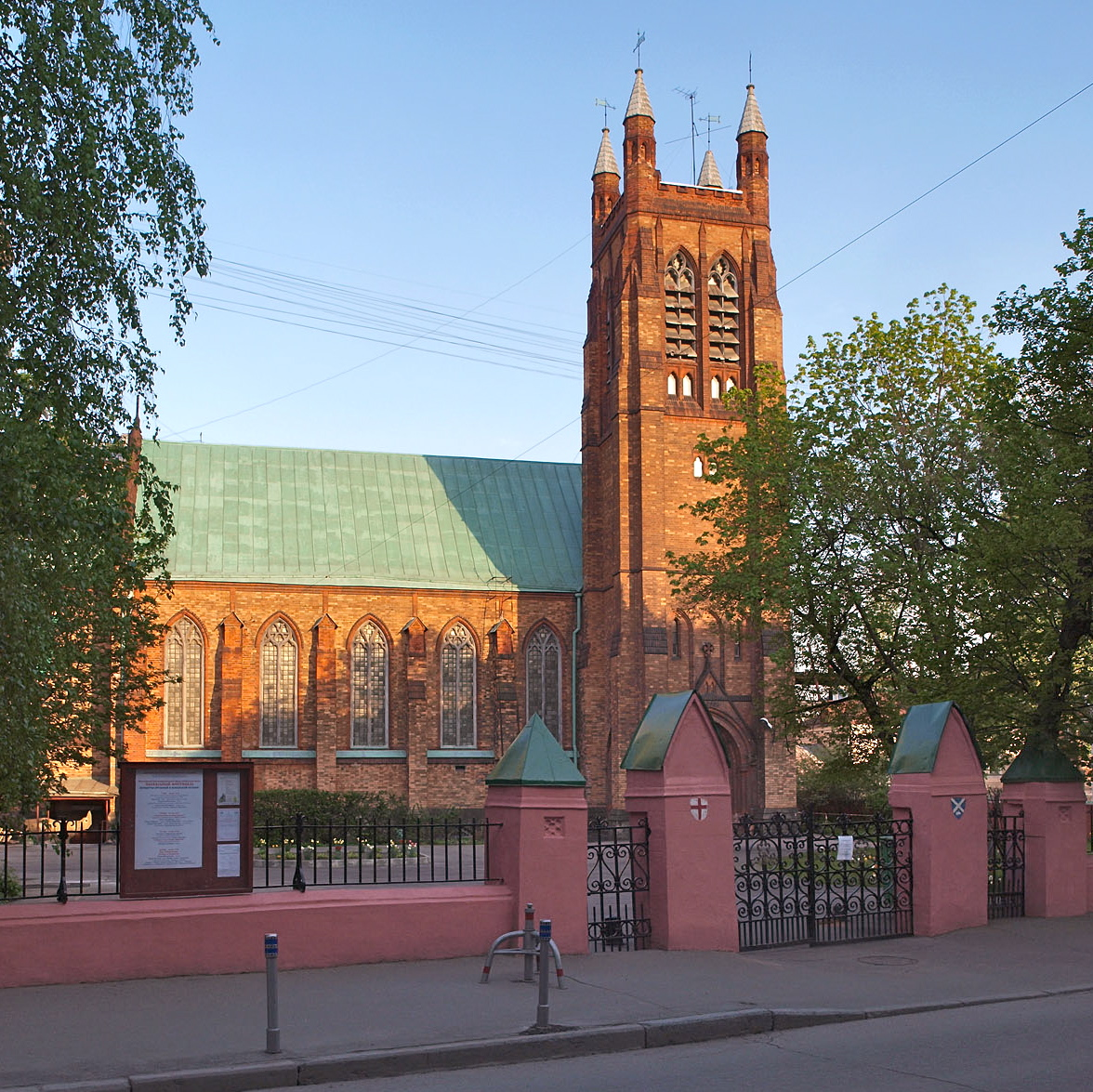
Англиканская церковь Святого Андрея (Москва)

### Методизм и движение святости

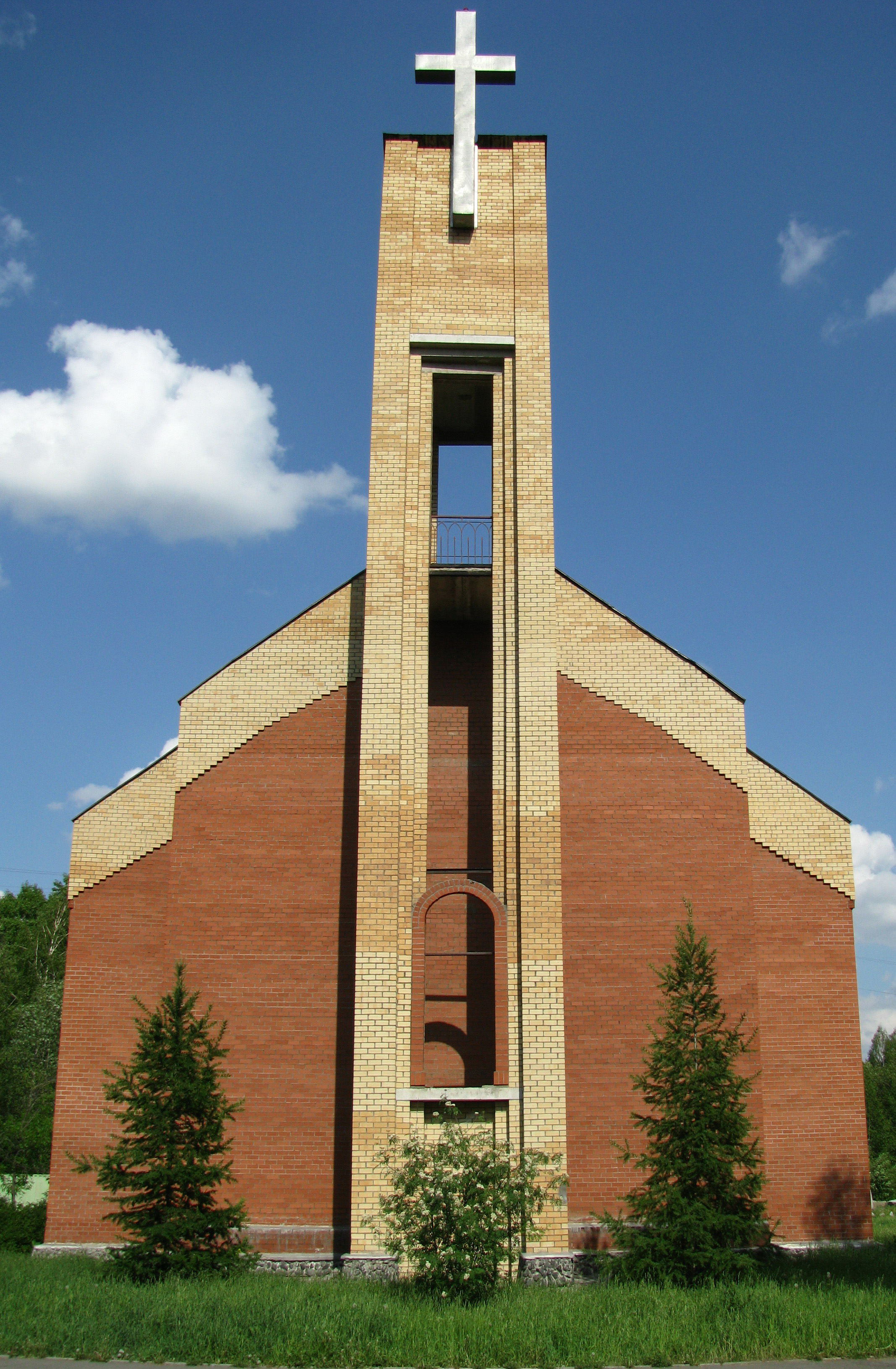
Методистский храм в Екатеринбурге

Методизм появился на территории Российской империи в Великом княжестве Финляндском в конце XIX века. В 1909 году Методистская епископальная церковь в России получила официальное признание. В 1993 году была зарегистрирована Российская объединённая методистская церковь (РОМЦ), в которую входят все методистские общины страны.
Другим течением методистского толка, присутствующим в России, является Армия спасения.
Зародившееся среди методистов движение святости значительно скромнее представлено в России. В 1902 году американская Церковь Бога (Андерсон, Индиана) открыла миссионерское общество в Риге. Миссия специализировалась на проповеди среди российских немцев, литература на немецком языке поступала из филиала церкви в Эссене (Германия). До революции её деятельность распространилась не только на Прибалтику, но и Поволжье, Южную Украину и Кавказ. В 1920—30-е годы центр миссии располагался в Тбилисси. После депортации немцев в 1941 году в Казахстан, Алтай и Сибирь среди верующих распространились харизматические культы, подобные пятидесятничеству.
В постсоветские годы в России начала деятельность также одна из основных организаций движения святости — Церковь Назарянина.

### Реставрационизм
- Ученики Христа

### Ирвингиане

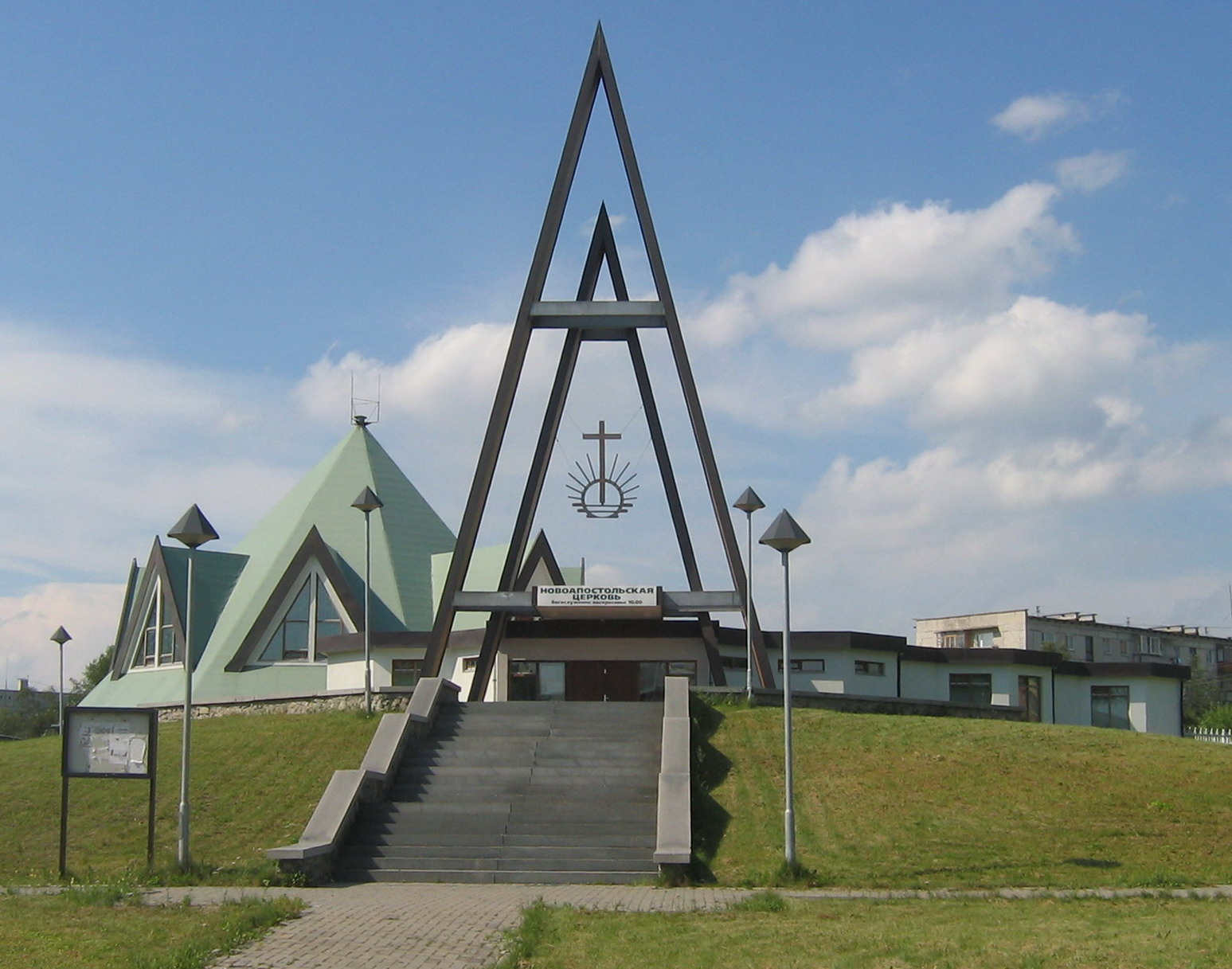
Новоапостольская церковь в Краснотурьинске (Свердловская область)

Конфессия реставрационистского толка. Своё учение ирвингиане в XIX веке пропагандировали в том числе и в Российской империи, имея организованные церковные общины в Санкт-Петербурге, Риге и Ревеле. В Санкт-Петербурге представители появились в конце 1860-х годов, миссионером был генерал фон Эберг. Число приверженцев было 100—200 человек. В 1905 году, после манифеста о веротерпимости церковь легализовалась и переехала в часовню на бывшей Троицкой улице, современной улице Рубинштейна. Служба шла на немецком языке. В 1933 году весной община ликвидирована.
Ныне в России довольно многочисленно такое ответвление ирвингиан, как Новоапостольская церковь.

### Пятидесятники и харизматы

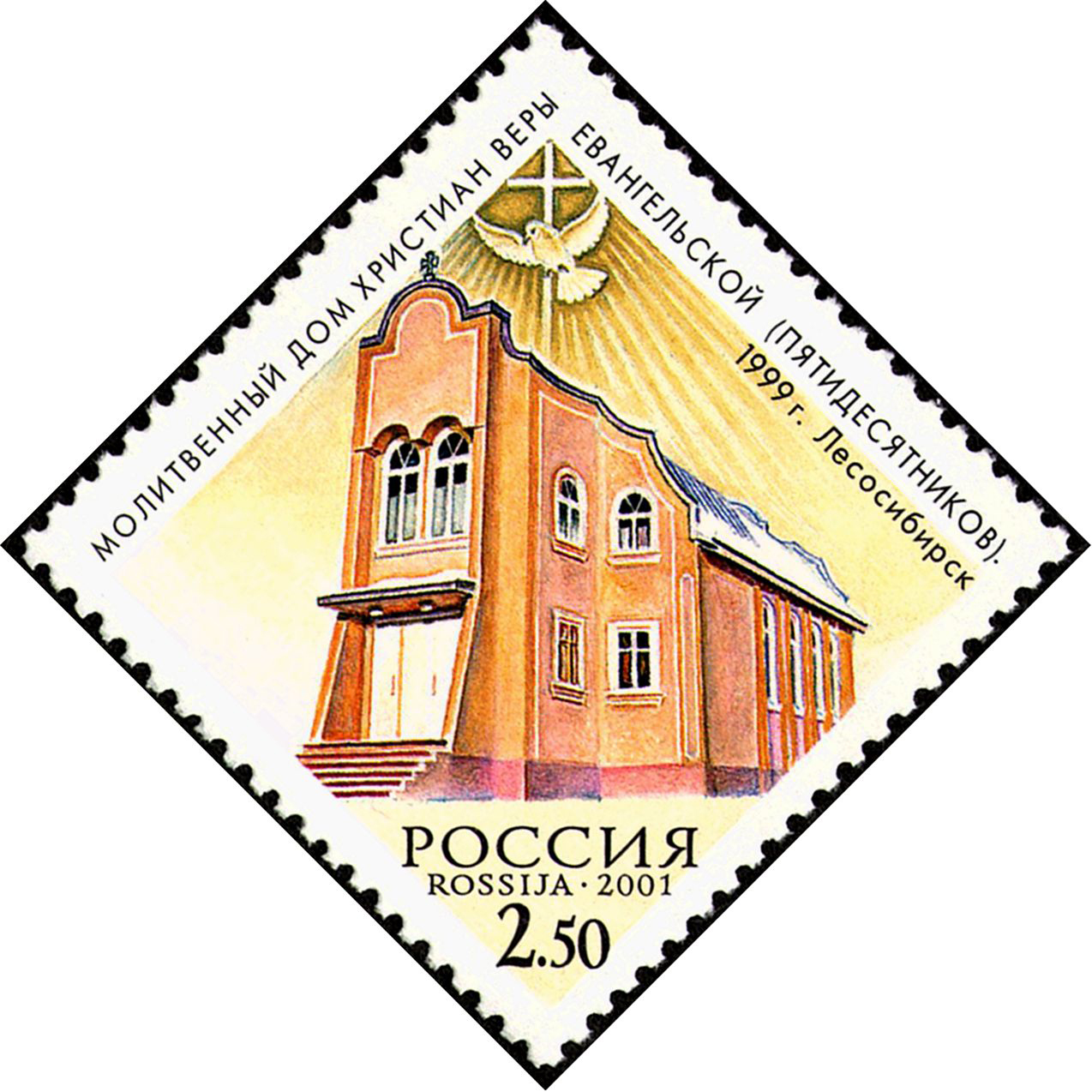
Лесосибирск. Молитвенный дом пятидесятников. 1999 г. Почтовая марка России, 2001 г.,

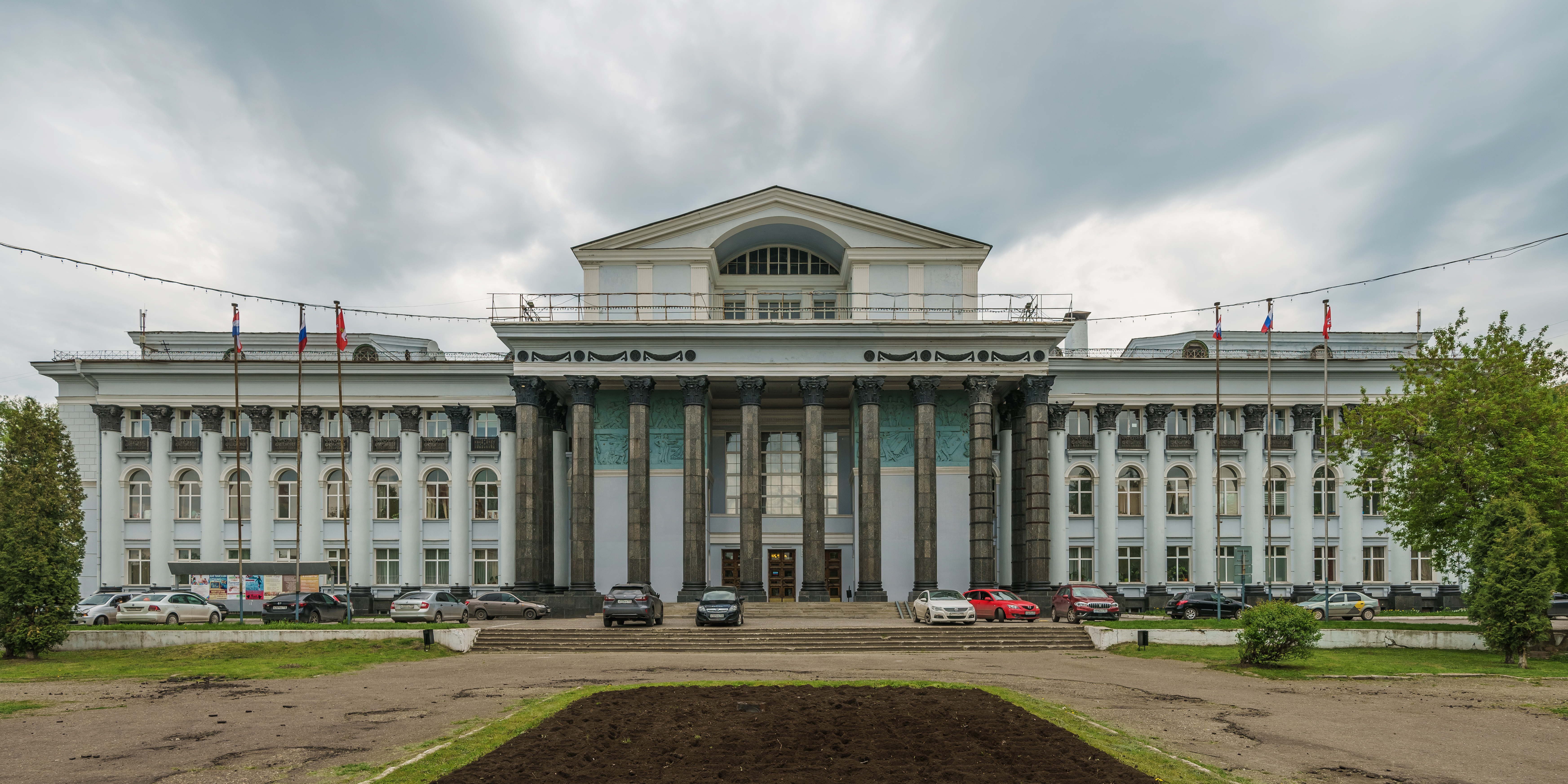
Крупнейшая в России пятидесятническая церковь «Новый Завет» (Дворец культуры им. В. И. Ленина) Российской церкви христиан веры евангельской пятидесятников, Пермь

Первые пятидесятники появились в 1907 году на территории Финляндии, входившей тогда в состав Петербургской губернии. В Санкт-Петербурге первая пятидесятническая община возникла в 1913 году (современная Церковь евангельских христиан в духе апостолов).
В настоящий момент крупнейшими пятидесятническими союзами России являются:
- Российская церковь христиан веры евангельской (РЦХВЕ)
- Российские Ассамблеи Бога христиан веры евангельской (РАБХВЕ)
- Российский объединённый союз христиан веры евангельской (РОСХВЕ)
- Объединённая церковь христиан веры евангельской (ОЦХВЕ)

## Отношения православия и протестантизма в России
Отношения Русской православной церкви с некоторыми течениями протестантизма имеют неоднозначность. В 2008 году руководитель отдела религиозного образования и катехизации Мурманской и Мончегорской епархии Антон Тучков считает Союз христиан веры евангельской пятидесятников (СХВЕП) «сектой неопятидесятников». В то же время в 2009 году председатель Отдела внешних церковных связей Московского Патриархата архиепископ Волоколамский Иларион (Алфеев) встретился с представителями Российского объединённого союза христиан веры евангельской (пятидесятников) (РОСХВЕ) — председателем РОСХВЕ С. В. Ряховским, первым заместителем председателя К. В. Бендасом, заместителем председателя, главой Духовного совета РОСХВЕ Маттс-Олла Исхоелем и заместителем председателя по Центральной части России А. А. Дириенко с целью продолжения работы Христианского межконфессионального консультативного комитета, а также объединения усилий по защите христианских нравственных ценностей в России и за рубежом.
Полемический труд против протестантов написал диакон Андрей Кураев («Протестантам о православии»). Протестантами названы прежде всего баптисты, лютеране и пятидесятники, а также свидетели Иеговы. Их объединяют (и, соответственно, противопоставляют православию) следующие принципы:
- «Только Писание» при игнорировании или даже критическом восприятии Священного Предания (святоотеческой литературы, постановлений церковных соборов).
- «Только вера»
- «Юридизм» (юридическое понимание Писания) — юридическое, а не медицинское понимание спасения как оправдания.
- Мнемонический, а не сакральный характер Причастия.
- Теория «невидимой Церкви», отличной от её исторического воплощения.
- Отвержение иконопочитания
- Отвержение культа святых.
- Отвержение крещения младенцев (у некоторых групп протестантов)

## Российское государство и протестантизм
В царском и имперском периодах российское правительство приглашало в страну специалистов протестантского (меннонитов) вероисповедания и не всегда разрешало строить им церкви. Однако Соборное уложение 1649 запретило протестантам проповедовать евангелие Иисуса Христа по причине «совращение из православия», но разрешалось в мусульманских и буддийских регионах страны, а также в среде русских молокан, менонитов, духоборов, староверов и др. За распространение Евангелия Иисуса Христа полагалась смертная казнь (отменена в 1905 г.). Ввиду массовой депортации в Закавказье и на Дальний Восток русских баптистов в период 1880—1903 гг. на каторжные работы снизилась численность евангельских христиан в Южной России и в Санкт-Петербурге. Но зато возросло евангельское движение в каторжных регионах империи: на Кавказе, в Поволжье, Сибири и Приамурье.

## Численность российских протестантов
В конце XIX века в Российской империи было около 5 млн протестантов (включая Финляндию и Прибалтику).
К 1917 году в России насчитывалось около 200 тысяч коренных российских протестантов. Многие из этих людей были протестантами уже в нескольких поколениях.
В середине 1990-х годов численность российских протестантов составляла чуть более миллиона верующих. В середине 2000-х годов прихожанами протестантских церквей считались 2 млн россиян. В 2014 году, на основании полевых исследований и данных протестантских союзов религиовед Роман Лункин заявил о 3 млн протестантов в России.
Вместе с ростом численности верующих протестантов растёт и их доля среди зарегистрированных Минюстом религиозных объединений. Если в 1991 году протестанты составляли 3 % среди всех официально зарегистрированных религиозных объединений, то к 2008 году это число достигло 21 %. В 2012 году база данных министерства юстиции РФ содержала информацию о 4,4 тыс. протестантских религиозных объединениях. Тем не менее значительное число протестантских общин действуют без регистрации. Так, в справочном издании «Операция мир» содержится информация о 6,5 тыс. протестантских общинах в России в 2000 году. К 2014 году в России действовало около 10 тыс. протестантских церквей и групп.
По данным ежегодного опроса, проведённого Всероссийским центром изучения общественного мнения (ВЦИОМ) в 2025 году, протестантами себя считает 1 % россиян.

### Крупнейшие протестантские церкви России
В список 10 крупнейших протестантских церквей России входят 4 пятидесятнические объединения, 2 — баптистских, по одной организации лютеран, евангельских христиан, адвентистов и Новоапостольской церкви.
| №  | Церковь                                                    | Конфессия                           | Прихожан | Членов  | Приходов |
| -- | ---------------------------------------------------------- | ----------------------------------- | -------- | ------- | -------- |
| 1  | Российский объединённый союз христиан веры евангельской    | Пятидесятники                       | 594 000  | 396 000 | 2300     |
| 2  | Российская церковь христиан веры евангельской              | Пятидесятники                       | 353 000  | 207 647 | 2000     |
| 3  | Евангелическо-лютеранская церковь                          | Лютеране                            | 240 000  | 76 000  | 600      |
| 4  | Объединённая церковь христиан веры евангельской            | Пятидесятники                       | 180 000  | 60 000  | 500      |
| 5  | Российский союз евангельских христиан-баптистов            | Баптисты                            | 110 400  | 76 070  | 1818     |
| 6  | Союз христиан                                              | Пятидесятники                       | 105 840  | 58 800  | 600      |
| 7  | Церковь адвентистов седьмого дня                           | Адвентисты                          | —        | 52 067  | 704      |
| 8  | Международный союз церквей евангельских христиан-баптистов | Баптисты                            | 77 000   | 75 000  | 1000     |
| 9  | Всероссийское содружество евангельских христиан            | Евангельские христиане (прохановцы) | —        | —       | 665      |
| 10 | Новоапостольская церковь                                   | Ирвингиане                          | 40 000   | —       | 250      |